# Syndicat national des travailleurs de la presse
Le Syndicat national des travailleurs de la presse, en espagnol Sindicato Nacional de Trabajadores de la Prensa (SNTP) est le principal syndicat de journalistes au Venezuela. Il naît en mars 1946 sous le nom Sindicato Nacional de Periodistas et prend son nom actuel onze mois plus tard,.
En 2017, le SNTP dénonce les violences commises contre des journalistes par l'armée durant les manifestations contre le gouvernement de Nicolás Maduro et la censure d'une cinquantaine de médias en quelques mois,.